# Augustin Fabre

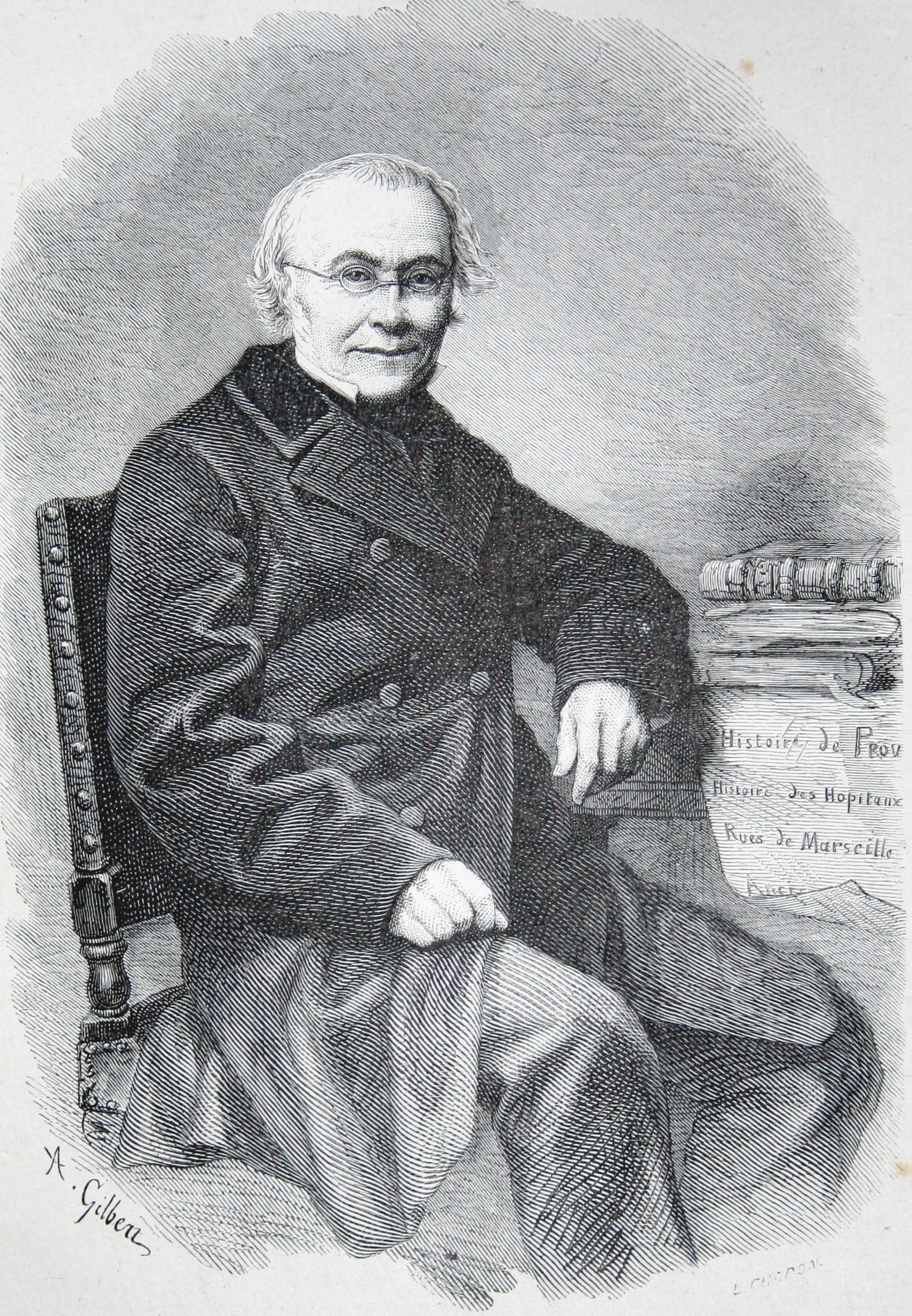
Augustin Fabre

Augustin Fabre (* 20. Juni 1797 in Marseille; † 16. Januar 1870 ebenda) war ein französischer Regionalhistoriker.

## Leben und Werk
Augustin Fabre entstammte einer Seefahrerfamilie. Er studierte in Aix-en-Provence Rechtswissenschaft und wurde Friedensrichter. Von 1837 bis 1848 und von 1853 bis 1865 war er in Marseille Stadtrat. Er gründete die Kommission für Statistik und die Revue de Marseille. Mit grundlegenden Werken zur Stadtgeschichte von Marseille und zur Regionalgeschichte löste er die Ära der Antoine und Louis-Antoine de Ruffi ab.

## Schriften (Auswahl)
- Histoire de Marseille. 2 Bde. M. Olive, Marseille 1829.
- Histoire de Provence. 4 Bde. Feissat aîné et Demonchy, Marseille 1833–1835.
- (mit Fortuné Chailan, 1801–1840) Histoire du choléra-morbus asiatique depuis son départ des bords du Gange en 1817 jusques à l’invasion du midi de la France en 1835. Olive, Marseille 1835.
- Histoire des hôpitaux et des institutions de bienfaisance de Marseille. 2 Bde. Marseille 1854–1855.
- Antonius Arena. Notice historique et littéraire. V. Boy, Marseille 1860.
- Louis Bellaud de La Bellaudière, poëte provençal du XVIe siècle. Étude historique et littéraire. V. Boy, Marseille 1861. Slatkine, Genf 1971.
- (Hrsg.) Pierre Bellot, poète provençal. Épitaphes. V. Boy, Marseille 1861.
- Essai sur les diverses enceintes et sur la population de la ville de Marseille. Witwe M. Olive, Marseille 1862.
- Notice historique sur les anciennes rues de Marseille démolies en 1862 pour la création de la rue Impériale. J. Barile, Marseille 1862.
- Les rues de Marseille. 4 Bde. E. Camoin, Marseille 1867–1868.